# Protection de l'enfance en Belgique
Concernant la protection de l’enfance en Belgique, chaque communauté a sa propre politique et sa propre structure chargées de l’exécuter.
Deux décrets de 1990 et 1991 contiennent certains principes comme :
- l'aide et la protection de l'enfant mais aussi l'aide aux parents ne sachant pas prendre leur enfant en charge.
- la priorité donnée au maintien de l'enfant dans une famille.
- la « déjudiciarisation », le juge n'intervenant que lorsque les services de protections n’arrivent pas à un accord avec les parents.

L’administration et l’intervention de la justice sont différentes selon les communautés :

## Pour laFlandre
Chaque arrondissement doit avoir un comité spécial à la jeunesse constitué de 12 personnes désignée pour 5 ans. Le bureau est constitué du président du comité et de 4 membres et doit se réunir au moins 12 fois par an.
La commission est constituée de 6 personnes et doit se réunir au moins 2 fois par an. Elle intervient quand il y a désaccord entre les parents et l’enfant. S'ils n’arrivent pas à trouver un accord, c’est le ministère public qui traite le dossier.
Le juge ne peut intervenir que lorsqu'une décision doit être imposée. La question est alors traitée au tribunal de la jeunesse. Le juge peut ordonner un placement ou une "autonomisation" si le jeune a plus de 16 ans. La décision prise par le juge est appliquée par un service social qui travaille avec le tribunal.

## Pour lacommunauté française
Le décret de 1991 prévoit un conseiller pour l’aide à la jeunesse dans chaque arrondissement. Il est composé de personnes qui représentent les différents secteurs où l’aide à la jeunesse joue un rôle pour l’enfant (éducation, culture, santé, ...). Ce service examine chaque demande et oriente les personnes vers les différents services; il ne peut rien imposer.
Chaque arrondissement judiciaire doit aussi avoir :
- un conseiller de l'aide à la jeunesse qui dirige le service d'aide à la jeunesse (SAJ)[1] et est chargé d'apporter l'aide aux jeunes et aux familles qui le demandent et le nécessitent. C'est également lui qui examine les demandes et propose des mesures d'aides générales ou spécialisées.

- un tribunal de la jeunesse[2] constitué de plusieurs juges de la jeunesse. Il peut prendre des mesures à l'égard de l'enfant et des parents quand la situation l'oblige, mais aussi prendre une mesure de placement en urgence. À la demande du jeune ou des parents, il tranche les contestations quant aux propositions d'aide du Conseiller.

- un directeur de l'aide à la jeunesse qui dirige le service de protection judiciaire et est chargé du suivi des mesures de contraintes.

- un conseil communautaire de l'aide à la jeunesse[3] et un conseil d'arrondissement de l'aide à la jeunesse[4] qui sont des instances supérieures de prévention et coordination.

- un délégué général aux droits de l'enfant qui est chargé de faire respecter les droits et intérêts de l'enfant.

Si un accord n’est pas trouvé entre les parents et l’enfant, le dossier est remis au parquet qui décidera de mener la demande en justice. Le juge ne peut intervenir que lorsqu'une décision doit être imposée, et dans ce cas, il peut ordonner un placement ou une "autonomisation" si le jeune a plus de 16 ans. L'application est assurée par un service administratif en accord avec la famille et apporte le résultat des négociations au juge.

## Sources
- G. De Clercq, Questions spéciales de droit : aide et protection de la jeunesse, syllabus
- Auto didactique, éditions Quillet, protection sociale, aide sociale